# Sud Yungas
Sud Yungas is een provincie in het departement La Paz in Bolivia. De provincie heeft een oppervlakte van 5770 km² en heeft 105.013 inwoners (2012). De hoofdstad is Chulumani.
Sud Yungas is verdeeld in vijf gemeenten:
- Chulumani
- Irupana
- La Asunta
- Palos Blancos
- Yanacachi

Abel Iturralde · 
Aroma · 
Bautista Saavedra · 
Caranavi · 
Eliodoro Camacho · 
Franz Tamayo · 
Gualberto Villarroel · 
Ingavi · 
Inquisivi · 
José Manuel Pando · 
Larecaja · 
Loayza · 
Los Andes · 
Manco Kapac · 
Muñecas · 
Nor Yungas · 
Omasuyos · 
Pacajes · 
Pedro Domingo Murillo · 
Sud Yungas